# Oren Moverman

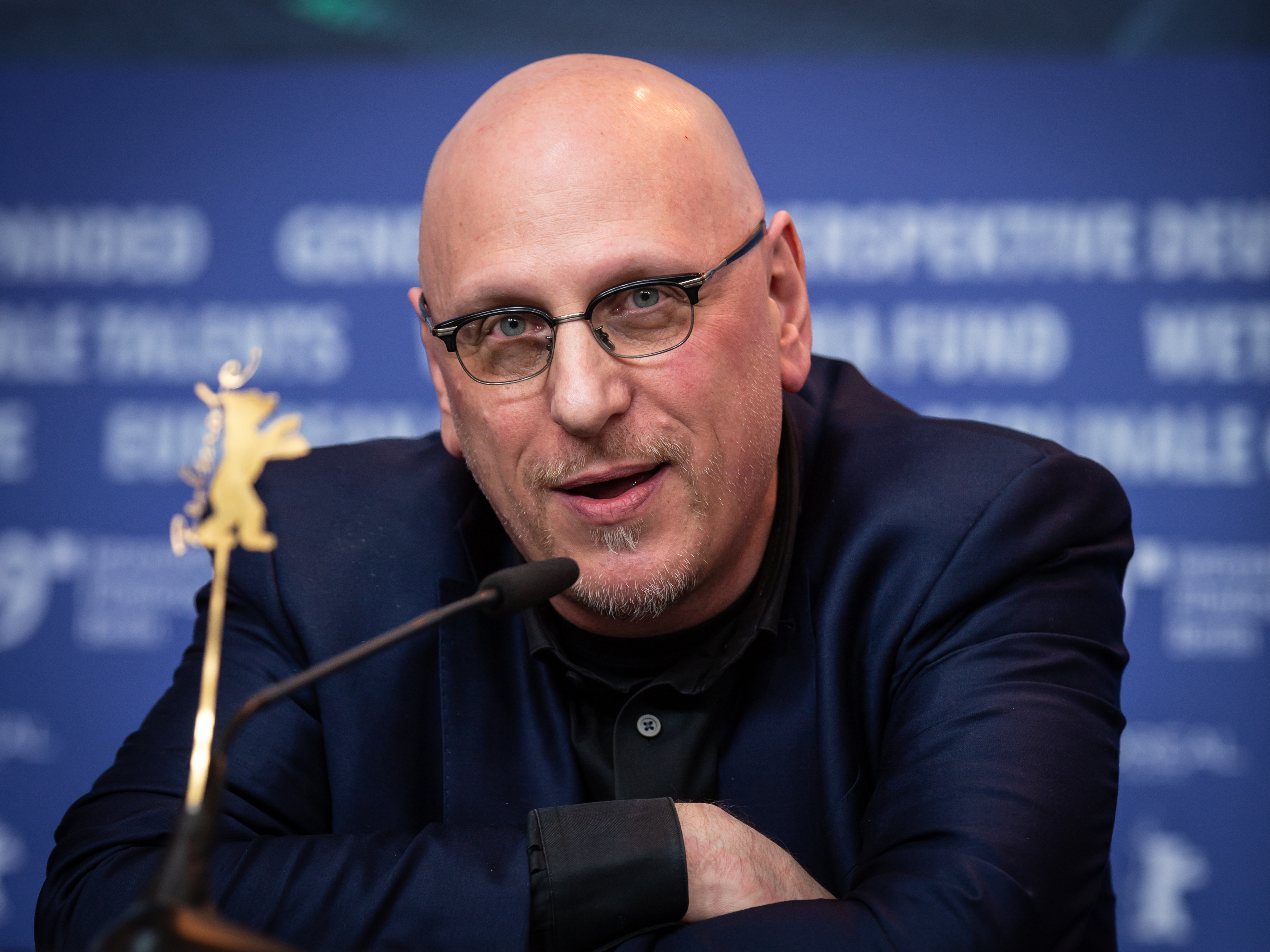
Oren Moverman auf der Berlinale 2019

Oren Moverman (* 4. Juli 1966) ist ein israelischer Drehbuchautor, Filmproduzent und Filmregisseur. Für seinen Film The Messenger – Die letzte Nachricht wurde er 2010 für einen Oscar nominiert.

## Leben
Moverman wuchs in Israel auf. Er war vier Jahre als Fallschirmspringer beim Militär, bevor er im Alter von 22 Jahren zum Studieren in die USA zog.
Er arbeitete zunächst als Journalist schrieb danach u. a. Drehbücher für die Filme Jesus' Son mit Billy Crudup und Dennis Hopper und Married Life mit den Darstellern Pierce Brosnan und Rachel McAdams. Auch bei der Bob-Dylan-Biografie I’m Not There aus dem Jahr 2007, das von Regisseur Todd Haynes mit den Hauptdarstellern Christian Bale und Cate Blanchett verfilmt wurde, schrieb er gemeinsam mit Haynes das Drehbuch.
Der erste Film, bei dem Moverman Regie führte, war das Kriegsdrama The Messenger – Die letzte Nachricht aus dem Jahr 2009. Gemeinsam mit Alessandro Camon schrieb er auch das Drehbuch, für das sie bei der Oscarverleihung 2010 für einen Oscar in der Kategorie Bestes Originaldrehbuch nominiert wurden. Der Film wurde auf dem Sundance Film Festival und der Berlinale 2009 vorgestellt. Bei der Berlinale gewann der Film den Silbernen Bären für das beste Drehbuch und den Friedensfilmpreis, daneben war er auch für den Goldenen Bären nominiert. Des Weiteren gewann der Film den Spotlight-Preis bei den National Board of Review Awards und zwei Preise beim Deauville Film Festival und war darüber hinaus in zwei Kategorien bei den Independent Spirit Awards nominiert. Weitere Nominierungen für einen Oscar und einen Golden Globe Award erhielt Woody Harrelson als Bester Nebendarsteller.
2010 war Moverman als Regisseur und Drehbuchautor für einen Film über Kurt Cobain im Gespräch.
Für The Dinner, der Verfilmung des Romans Angerichtet von Herman Koch, erhielt Moverman 2017 erneut eine Einladung in den Wettbewerb der 67. Internationalen Filmfestspiele Berlin. Richard Gere, Laura Linney, Steve Coogan, Rebecca Hall und Chloë Sevigny spielen die Hauptrollen.

## Filmografie
Als Drehbuchautor
- 1999: Jesus’ Son
- 2002: Face
- 2007: I’m Not There
- 2007: Married Life
- 2009: The Messenger – Die letzte Nachricht (The Messenger)
- 2011: Rampart – Cop außer Kontrolle (Rampart)
- 2014: Love & Mercy
- 2016: Norman (Norman: The Moderate Rise and Tragic Fall of a New York Fixer)
- 2017: The Dinner
- 2018: Puzzle
- 2019: Human Capital

Als Filmproduzent
- 2016: The Ticket
- 2016: Norman (Norman: The Moderate Rise and Tragic Fall of a New York Fixer)
- 2018: Wildlife
- 2018: The Tale – Die Erinnerung (The Tale)
- 2018: Skin
- 2019: Human Capital
- 2019: Bad Education
- 2022: The Listener

Als Filmregisseur
- 2009: The Messenger – Die letzte Nachricht (The Messenger)
- 2011: Rampart – Cop außer Kontrolle (Rampart)
- 2014: Time Out of Mind
- 2017: The Dinner